# Timetrek

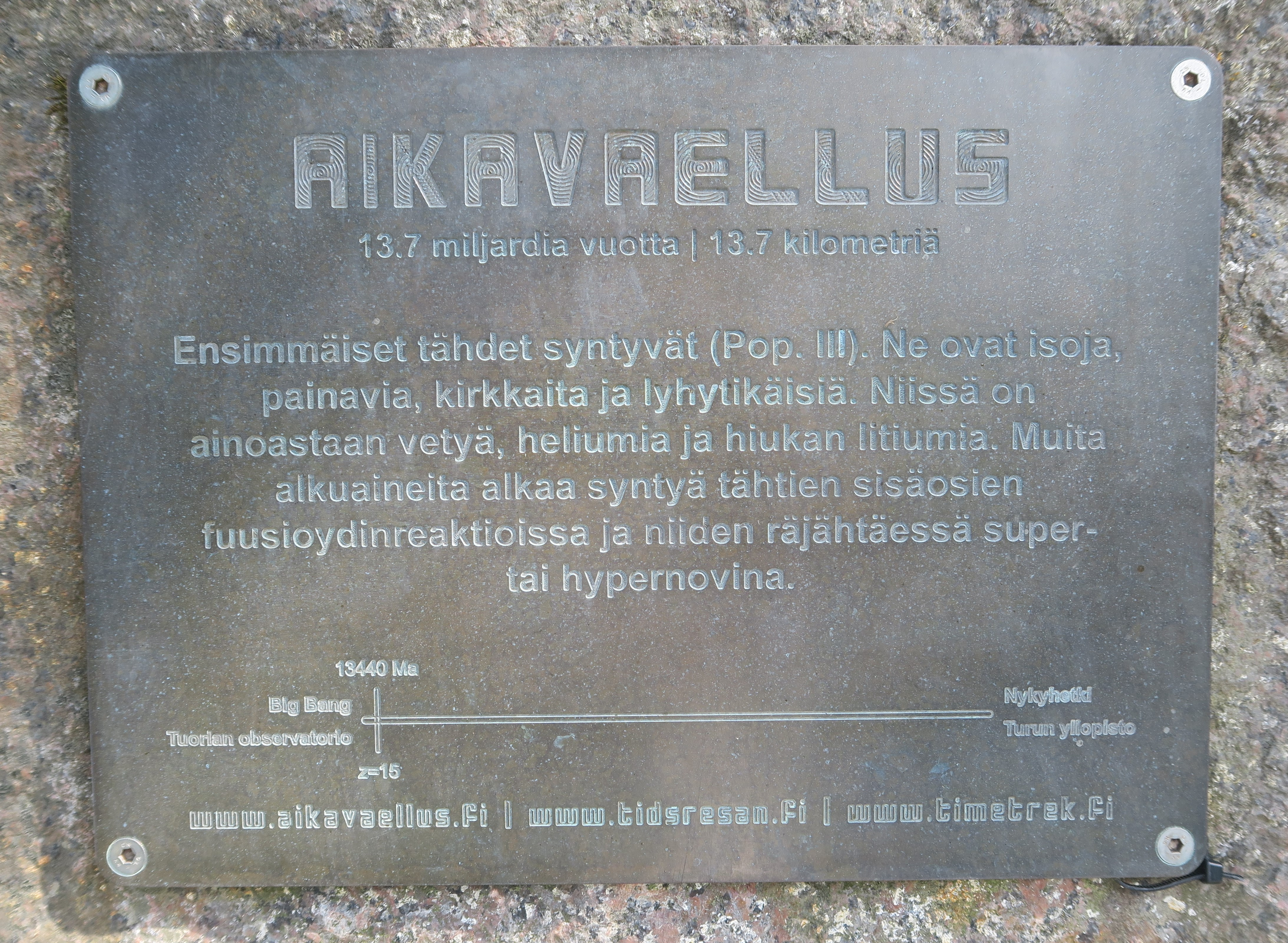
Skylt

Timetrek (Tidsresan, på finska: Aikavaellus) är en 13,8 kilometer lång kunskapsled, som uppsattes för första gången (2011) i norra Europa i Åbo, Finland.  Syftet med kunskapsleden är att på ett naturnära och pedagogiskt sätt demonstrera den geologiska tidsskalan längs en cykel- och vandringsled, för att belysa olika avsnitt av universums, jordens och biosfärens historia.

## Beskrivning
Timetrek går från  Tuorla observatorium till Åbo universitets huvudbyggnad. Den vill på ett naturnära och pedagogiskt sätt belysa olika avsnitt av universums, jordens och biosfärens ursprung, utveckling och framtid.   En kilometer av kunskapsleden motsvarar 1 biljon år av historia, en meter motsvarar 1 miljon år, 1 cm motsvarar tio tusen år, och 1 mm motsvarar tusen år. Viktiga händelser i universum och på jorden under dessa tider har markerats med monument och plakat med en kort beskrivande text av händelserna. Informationen på dessa plakat finns även sammanfattade på en webbsida och en online Google-karta. Time Trek skapades av ett tvärvetenskapligt team bestående av forskare från olika naturvetenskapliga fält (astronomi, biokemi, biologi, filosofi, fysik, geologi, geografi, mineralogi) och forskningsinstitutioner i Åbo, Finland (Åbo Akademi och Åbo universitet).   Projektet initierades och handleddes av de astrobiologiska forskarna Kirsi Lehto och Harry Lehto vid Åbo universitet. Projektet erhöll stöd från bland annat Åbo stad, S:t Karins stad, Palin Granit Oy, regionala styrelsen av sydvästra Finland, Åbo kulturstiftelse, Jenny och Antti Wihuristiftelsen och K. H. Renlundstiftelsen.

## Timetrek i undervisningen
Timetrek har använts i undervisningen, både på vissa finländska skolor och europeiska universitet, inom ramen för astrobiologiska undervisningsprogrammet hos European Astrobiology Campus. 

## Timetrek och liknande projekt
En liknande kunskapsled har upprättats i Brisbane i Australien
Ett liknande projekt har utvecklats i Australien och USA under beteckningen "Big History". Detta initierades år 1989 av den australiske historikern David Gilbert Christian, som bildade  den internationella organisationen "International Big History Association", där syftet är att studera och förmedla historia ur ett större, tvärvetenskapligt perspektiv. Projektet har erhållit stort stöd i USA från bland annat Bill Gates.  
Timetrek och andra liknande projekt utgör en fristående naturvetenskaplig fortsättning på det projekt som kosmologen Carl Sagan och hans efterträdare Neil deGrasse Tyson påbörjade för att upplysa allmänheten om de senaste rönen av naturvetenskapens insikter om universums och jordens historia. 
En mera filosofisk-religiös version av universums, jordens och mänsklighetens historia har utförts av andra forskare. Några exempel är Brian Swimme (professor vid California Institute of Integrated Studies, USA) och Mary E. Tucker (föreläsare vid Yale University i USA ), som har producerat böcker och filmer kring detta ("A Walk Through Time: From Startdust to Us" (år 1998), och "The Evolution of Life on Earth, Journey of the Universe" (år 2011). Dessa verk har fått flera uppföljare i den engelsktalande världen, såsom StoryDome (år 2011)  i Seattle, USA, och i Devon, Storbritannien ("Deep Walk Time" App, Schumacher College (år 2007 och 2016).